# برندن شاردون
برندن شاردون (انگلیسی: Brendan Chardonnet؛ زادهٔ ۲۲ دسامبر ۱۹۹۴) بازیکن فوتبال اهل فرانسه است.
از باشگاه‌هایی که در آن بازی کرده‌است می‌توان به باشگاه فوتبال استاد برستوا ۲۹ اشاره کرد.